# Cratere Baily
Baily è un cratere lunare di 25,68 km situato nella parte nord-orientale della faccia visibile della Luna.
Il cratere è dedicato all'astronomo inglese Francis Baily.

## Crateri correlati
Alcuni crateri minori situati in prossimità di Baily sono convenzionalmente identificati, sulle mappe lunari, attraverso una lettera associata al nome.
| Baily | Coordinate            | Diametro (in km) |
| ----- | --------------------- | ---------------- |
| A     | 48°42′36″N 31°23′24″E | 16,25            |
| B     | 51°00′00″N 35°10′48″E | 6,96             |
| K     | 51°30′36″N 30°31′48″E | 3,42             |